# Priapodes
Priapodes là một chi bướm đêm thuộc họ Geometridae.